# Fogyatékossággal élő személyek jogairól szóló ENSZ-egyezmény
A Fogyatékossággal élő személyek jogairól szóló ENSZ-egyezmény (angolul: Convention on the Rights of Persons with Disabilities, röviden CRPD) egy nemzetközi emberi jogi dokumentum, amelynek célja a fogyatékossággal élő személyek jogainak előmozdítása, védelme és biztosítása. Az ENSZ Közgyűlése 2006. december 13-án fogadta el, és 2008. május 3-án lépett hatályba. Ez volt az első olyan nemzetközi egyezmény, amely teljes egészében a fogyatékossággal élő emberek emberi jogainak biztosítására összpontosított.

## Háttér és célkitűzés
Az egyezmény célja annak elismerése, hogy a fogyatékossággal élő személyek teljes jogú tagjai a társadalomnak, akiknek egyenlő esélyekkel kell részesülniük az emberi jogokban és alapvető szabadságokban. A CRPD nem új jogokat hoz létre, hanem biztosítja, hogy a meglévő jogokat a fogyatékossággal élők is teljes körűen gyakorolhassák.
Az egyezmény egyik legfontosabb újítása, hogy a fogyatékosságot nem kizárólag orvosi állapotként kezeli, hanem társadalmi dimenzióját is hangsúlyozza. Ez az ún. emberi jogi modell, amely szerint a fogyatékosság a társadalmi akadályok és az egyéni szükségletek közötti összehangolatlanságból ered.

## Alapelvek
A CRPD az alábbi alapelvekre épül:
- Az emberi méltóság tisztelete, autonómia, függetlenség
- A diszkrimináció tilalma
- Teljes és hatékony részvétel a társadalomban
- Esélyegyenlőség
- Hozzáférhetőség (akadálymentesség)
- A különbözőség elfogadása és tisztelete
- A gyermekek jogainak tiszteletben tartása
- A nemek közötti egyenlőség

## A szabályozás főbb területei
Az egyezmény átfogó szabályozást ad több kulcsterületen:
- hozzáférés a közszolgáltatásokhoz, közlekedéshez, információhoz (akadálymentesítés),
- oktatáshoz való jog minden szinten,
- foglalkoztatáshoz és méltányos munkakörülményekhez való jog,
- önálló életvitelhez és a közösségben való részvételhez való jog,
- politikai részvétel, szavazati jog, képviselet,
- igazságszolgáltatáshoz való egyenlő hozzáférés,
- erőszakkal, bántalmazással, kizsákmányolással szembeni védelem.

A dokumentum külön cikkelyben rögzíti a nők és gyermekek sajátos védelmét is.

## Magyarország részvétele
Magyarország az egyezményt 2007. március 30-án írta alá, és 2007. november 20-án hirdette ki a 2007. évi LXXXIV. törvénnyel.
Az egyezmény végrehajtását a Fogyatékosságügyi Tárcaközi Bizottság és az Alapvető Jogok Biztosának Hivatala felügyeli. A magyar állam köteles rendszeres jelentést tenni az ENSZ Fogyatékosságügyi Bizottsága felé a megvalósításról.

## Jelentősége és hatása
A CRPD jogi, politikai és társadalmi szinten is mérföldkőnek számít. Előmozdította a fogyatékosságügyi szemléletváltást, megerősítette a fogyatékossággal élő emberek jogalanyiságát, és ösztönözte a tagállamokat jogszabályaik és intézményeik reformjára.
Az egyezmény hatására számos országban új antidiszkriminációs törvények, akadálymentesítési programok és inkluzív oktatási reformok indultak el.

## Lásd még
- Esélyegyenlőség
- Fogyatékosság
- Emberi jogok
- Alapvető jogok biztosa